# Dacryodes normandii
Dacryodes normandii är en tvåhjärtbladig växtart som beskrevs av Aubrev. & Pellegr.. Dacryodes normandii ingår i släktet Dacryodes och familjen Burseraceae. Inga underarter finns listade i Catalogue of Life.